# 1237年
| 千纪： | 2千纪 |
| 世纪： | 12世纪 \| 13世纪 \| 14世纪                                                                                 |
| 年代： | 1200年代 \| 1210年代 \| 1220年代 \| 1230年代 \| 1240年代 \| 1250年代 \| 1260年代                           |
| 年份： | 1232年 \| 1233年 \| 1234年 \| 1235年 \| 1236年 \| 1237年 \| 1238年 \| 1239年 \| 1240年 \| 1241年 \| 1242年 |
| 纪年： | 丁酉年（鸡年）；南宋嘉熙元年；大理仁壽十一年；越南天應政平六年；日本嘉禎三年                               |

## 大事记
- 宋理宗改年號嘉熙。
- 柏林城建立。
- 窩闊台根據耶律楚材的建議，下詔書對儒士開科取士，於1238年（戊戌年）舉行，史稱“戊戌選試”。
- 蒙宋戰爭過程，蒙古帝國宗王口溫不花與都元帥張柔在黃州之戰被孟珙擊退。
- 蒙古第二次西征過程，伏爾加河（窩瓦河）的欽察斡勒不兒里克部落首領八赤蠻被迫逃至寬田吉思海（裏海）的一個小島上。
- 拔都趁江河結冰之際派遣大量軍隊進攻俄羅斯。
- 蒙古征服基輔羅斯，攻佔弗拉基米爾大公國首府弗拉基米爾，弗拉基米爾大公國成為蒙古的附屬國。